# Lambulosia mediosuffa
Lambulosia mediosuffa là một loài bướm đêm thuộc phân họ Arctiinae, họ Erebidae.